# Liste des manikongos

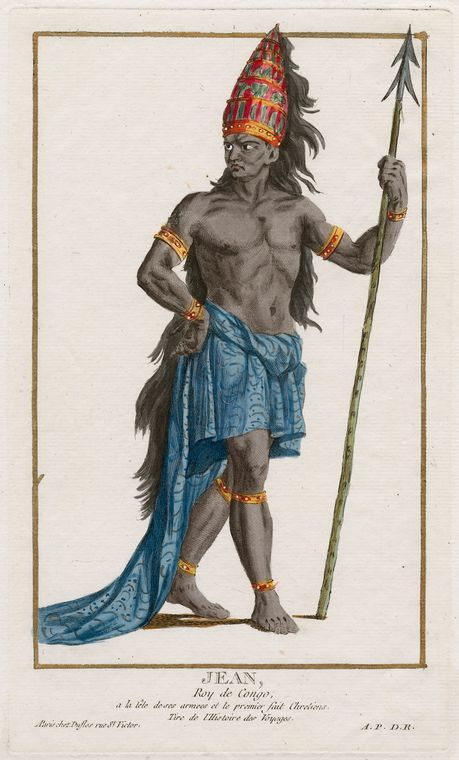
Jean Ier, roi du Kongo.

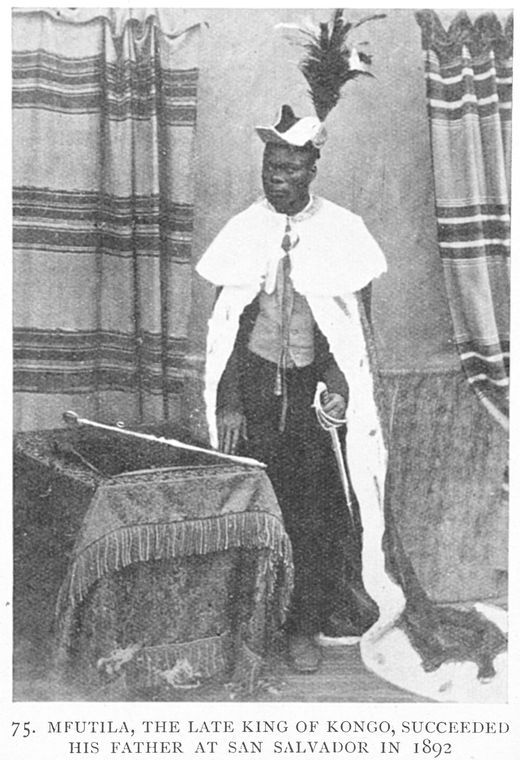
Alvaro XIV Mfutila, succéda à son père (sic) à San Salvador en 1891.

Les rois du Kongo (Mintinu mia Kongo en kikongo) portent le titre de manikongo, qui est une déformation de Mani a Kongo. Mani est l'un des titres  portés par un responsable administratif au royaume Kongo.
On peut ainsi parler de mani a Kongo, mani Soyo, etc. (celui qui gouverne, gère : des verbes manina/manisa : celui qui tranche, au sens de fixer/décider).
L'appellation courante était et reste ntinu (roi, au sens de celui qui a la responsabilité du bien-être du peuple), ou bien ntotila (« celui autour de qui sont réunis des peuples » ou « empereur » dans une certaine mesure). C'est pourquoi l'on parle de Kongo dia ntotila (le Kongo réunifié, ou le Kongo du roi ou l'Empire de Kongo).
Sauf exception, les ntinu a Kongo étaient élus par les anciens parmi les membres éligible des douze clans Kongo.

## Avant leXIVesiècle
- En l'an 220 Ne Mbemba Zulu
- Entre l'an 220-320 Nkulu Isanusi, Mama Mbangala
- vers 320 Nsasukulu a Nkanda (prophète)
- vers 420 Kodi Puanga (prophète)
- En l'an 529, Kulunsi (prophète), Ne Nkembo Wamonesua
- vers 520-530 Tuti dia Tiya (prophète)
- jusque vers 690 Nimi a Lukeni (D’après les traditions orales[1])

## À partir de 1400
- Lukeni lua Nimi
- Nanga
- Nlaza
- Nkuwu a Ntinu
- 1482-1506 : Jean Ier Nzinga a Nkuwu ;
- 1506-1543 : Alphonse Ier Mvemba a Nzinga ; (Ndo Mfunzu Ier)
- 1543-1545 : Pierre Ier Nkanga a Mvemba ; (Ndo Mpetelo Ier)
- 1545-1545 : François Ier (Ndo Fusa Ier) ;
- 1545-1561 : Jacques Ier (Ndo Dyoko Ier) ;
- 1561-1561 : Alphonse II (Ndo Mfunsu II) ;
- 1561-1566 : Bernard Ier (Ndo Mbeledanu Ier) ;
- 1566-1567 : Henri Ier (Ndo Ndiki Ier).

### Kwilu kanda
- 1568-1587 : Alvare Ier  (Ndo Luvwalu Ier) ;
- 1587-1614 : Alvare II  (Ndo Luvwalu II) ;
- 1614-1615 : Bernard II (Ndo Mbeledanu II) ;
- 1615-1622 : Alvare III (Ndo Luvwalu III).

### Nkanga a Mvika kanda
- 1622-1624 : Pierre II (Ndo Mpetelo II) ;
- 1624-1626 : Garcia Ier (Ndo Ngalasia Ier).

### Kwilu kanda
- 1626-1631 : Ambroise Ier (Ndo Bolozi Ier) ;
- 1631-1636 : Alvare IV (Ndo Luvwalu IV).

### Mpanzu kanda
- 1636-1636 : Alvare V (Ndo Luvwalu V).

### Nlaza kanda
- 1636-1641 :Alvare VI Nimi a Lukeni a Nzenze a Ntumba  (Ndo Luvwalu VI) ;
- 1641-1660 :Garcia II Nkanga a Lukeni a Nzenze a Ntumba (Ndo Ngalasia II)
- 1661-1665 :Antoine Ier Nvita a Nkanga (Ndo Ntoni Ier) dernier souverain indépendant du Kongo

## Période d'anarchie

### À Mbanza São Salvador
- - 1665-1665 : Alphonse II (Ndo Mfunsu II) du Kanda Kimpanzu se réfugie à Nkondo ;
  - 1665-1666 : Alvare VII du Kanda Kinlaza ;
  - 1666-1669 : Alvare VIII du Kanda Kimpanzu ;
  - 1669-1669 : Pierre III Nsimba a Ntamba règne ensuite à Mbula
  - 1669-1670 : Alvare IX du  Kanda Kimpanzu ;  
    - 1670-1670 :  Sébastien Ier, prétendant, roi à Kibangu ;

  - 1670-1674 : Raphaël Ier
  - 1673-1674 : Alphonse III, règne auparavant à Nkondo ;
  - 1674-1678 : Daniel Ier
- abandon de São Salvador (1678-1709).
  -     - 1691-1692 : Manuel Ier , prétendant règne à Kibangu puis à Ngombe ;

  - 1696-1718 : Pierre IV, règne auparavant à Kibangu ;
    - 1704-1709 : Pierre Constantin da Silva, prétendant tué en 1709

### À Kibangu: Agua Rosada
- - 1666-1670 : Sébastien Ier (Ne Mbemba a Lukeni), prétendant à São Salvador (1670).
  - 1670-1685/1689 : Garcia III  (Ne Nganga a Mbemba ou Ndo Ngalasia III)  ( † 1685/1689)
  - 1685/1689-1690 : André Ier du Kanda Kinlaza (Ndo Ndele Ier) ,
  - 1685/1689-1690 : Manuel Ier Alphonse  (Ne Nzinga Elenke ou Ndo Manwele Ier ou )prétendant à São Salvador (1691-1692) († 1693) ;
  - 1690-1695 : Alvare X  (Ne Nimi a Mbemba ou  Ndo Luuwalu X) ;
  - 1695-1709 : Pierre IV (Ne Nsamu a Mbemba ou Ndo Mpetelo IV).

### À Nkondo
- - 1665-1669 : Alphonse II du Kongo et Nkondo
  - 1669-1673 : Alphonse III (Ndo Mfunsu III) ;
  - vers 1682-1700 : Ana Afonso de Leão ;
  - 1700-1709 : D. Alvaro, prétendant.

### À Mbamba Lovata
- - 1678-1715 : Manuel de Vuzi a Nóbrega († 1715)

### À Mbula
- - 1669-1683 : Pierre III Nsimba a Ntamba (Ndo Mpetelo III Nsimba a Ntamba) ;
  - 1683-1716 : Jean II Nzuzi a Ntamba (Ndo Nzwau II Nzuzi a Ntamba).
    - 1687-1688 : Sébastien II Gritho, prétendant à Lemba.

## Réunification
- Pierre IV (Ndo Mpetelo IV) (1709-1718)
- Manuel II (Ndo Manwele II)   (1718-1743)
- Garcia IV (Ndo Ngalasia IV)   (1743-1752)
- Nicolas Ier (1752-1758)
- Alphonse IV (Ndo Mfunsu IV) (1758-1760)
- Antoine II  (Ndo Toni II)  (1760-1762)
- Sébastien III, (1762-1763)
- Pierre V (Ndo Mpetelo V)  (1763-1764), chassé par son rival   Alvare XI, non reconnu par tous les clans, il meurt en 1779 ;
- Alvare XI (Ndo Luuwalu XI) (1764-1778)
- Joseph Ier (Ndo Zozi Ier) (1778-1784)
- Alphonse V (Ndo Mfunsu V) (avril 1785-1788)
- Alvare XII (Ndo Luuwalu XII) (1788 - ?)
- Joseph II (Ndo Zozi II)  (? - 1790)
- Alexis Ier (1791-1793),
- Joachim Ier (1793-1794)
- Henri II (Ndo Ndiki II) (1794-1803)
- Garcia V (Ndo Ngalasia V) (1803-1830)
- André II (Ndo Ndele II) (1825-1842)
- Henri III (Ndo Ndiki III)  (1842-1857)
- Alvare XIII (Ndo Luuwalu XIII) (1857-1859)
- Pierre VI Elelo (Ndo Mpetelo VI) (1859-1891)

Le royaume devint vassal du Portugal en 1888.

## Rois vassaux du Portugal
- 1891-1896 : Alvare XIV Mfutila d'Agua Rosada (Ndo Luuwalu XIV Mwemba Mpanzu) ;
- 1896-1901 : Henri IV (Ndo Diki IV Nzuga Nzingo) régent
- 1901-1910 : Pierre VII (Ndo Mpetelo VII Mwemba Vuzi Nzinga) ;
- 1910-1911 : Manuel Nkomba
- 1911-1914 : Manuel III Martins Kiditu (Ndo Manwele III Mvemba Vuzi).

Les portugais abolissent la fonction de « Roi du Kongo » après la révolte de 1913-1914.

## Rois titulaires
- 1915-1923 : Alvare XV Alphonse Nzinga (Ndo Luuwalu XV Noso Alvaro Nzingu );
- 1923-1955 : Pierre VIII Alphonse (Ndo Mpetelo VIII) ;
- 1955-1957 : Antoine III Alphonse (Ndo Ntoni III) ;
- 1957-1962 : Isabelle Maria de Gama son épouse, régente ;
- 1962-1962 : Pierre IX Alphonse Mansala fils d'Antoine III ;
- 1962-1975 : Isabelle Maria de Gama régente.
- 1975-2000 : Interrègne

### Prétendants au trône depuis 2000
- José Henrique da Silva Meso Mankala (prétendant au titre depuis 19 novembre 2000) et serait le petit-fils de Pierre VII et vivrait en exil au Cabinda)[2],[3],[4]. Afonso Mendes est le chef des autorités traditionnelles de Mbanza-Kongo ainsi que le substitut du roi Kongo[5].

- Manuel Alvaro Afonso Nzinga (prétendant au titre depuis 2004 et vivant en exil aux États-Unis)[6]

- Roi Nsola Meso Antônio, roi du Mbata et roi du Kongo (a régné du 3 mai 2018 au 9 octobre 2021) En 2008, la constitution angolaise a commencé à reconnaître l'autorité des monarques traditionnels dans ses articles 223 et 224[7]. L'actuel roi de Mbata, Nzola Meso Antônio, réorganisa la cour du royaume et commença à établir des relations diplomatiques avec les autres royaumes faisant à l'origine partie du Grand Congo et, le 7 janvier 2017, signa l'Acte d'unification, étant couronné le 3 mai 2018 comme roi du Kongo. Le roi Nsola Meso Antônio est décédé le 9 octobre 2021[8], et fut remplacé par le jeune prince Makitu, qui fut intronisé sous le nom de « Roi Makitu III » le 29 juillet 2023, après un long et traditionnel processus de succession. La cérémonie eut lieu à l'ancienne forteresse de São Miguel, connue sous le nom de Forte Velho de Luanda, en présence d'ambassadeurs de plusieurs pays, tels que les États-Unis, l'Italie, Israël, le Mozambique, la Norvège et d'autres royaumes traditionnels tels que Bailundo et Cuanhama[9].

## Usurpation
À la suite de l’usurpation du titre du roi Kongo par des personnes malintentionnées, les autorités traditionnelles de Mbanza-Kongo ont fait savoir dans un communiqué du 17 Avril 2024 que tout homme se faisant passer pour le roi Kongo est un usurpateur car de nos jours aucun roi n'a été élu ni ne réside à Mbanza-Kongo.

« A chefe de Departamento do Turismo, do Gabinete Provincial da Cultura, Turismo, Juventude e Desportos do Zaire, Abia Graça Fortunato explicou que, a maior parte dos referidos indivíduos aparecem em Mbanza Kongo como turistas e aproveitam-se das fotografias que tiram com o coordenador do Lumbu e a directora da Cultura, para realizar as suas acções. Muitas vezes, observou, recebem visitas de turistas nacionais e estrangeiros ao Museu do Reis do Congo, local onde trabalham os representantes da Corte Real do antigo Reino do Kongo, mas infelizmente, algumas pessoas utilizam as fotografias para se exibir como Reis. »

— Fernando Neto, 2024
Le journaliste Fernando Neto dit aussi dans son article:

« O governador foi pedir explicações sobre as várias figuras que se apresentaram nas embaixadas de Itália, Estados Unidos e do Dubai, intitulando-se como Reis do antigo Reino do Kongo »

— Fernando Neto, 2024
Traduction:

« Le chef du département du tourisme de l'Office provincial de la culture, du tourisme, de la jeunesse et des sports du Zaïre, Abia Graça Fortunato, explique que la plupart de ces personnes se présentent à Mbanza Kongo en tant que touristes et profitent des photos qu'elles prennent avec le coordinateur du Lumbu et le directeur de la culture pour mener à bien leur usurpation. Souvent, a-t-il noté, ils reçoivent la visite des touristes nationaux et étrangers au Musée des Rois du Congo, où travaillent les représentants de la Cour Royale de l'ancien Royaume de Kongo, mais malheureusement, certains touristes utilisent les photos qu’ils prennent durant leur visite à Mbanza-Kongo pour montrer qu’ils sont Rois. 
Le gouverneur est allé demander des explications sur les différentes personnes qui se sont présentées comme rois de l'ancien royaume du Kongo aux ambassades d'Italie, des États-Unis et de Dubaï. »

— Fernando Neto, 2024
- Tuzolana Sakibanza Ngiangalele (monarque autoproclamé depuis le 5 octobre 2019) est un peintre et ancien homme politique congolais, marié à Maman Fatuma Mugeni. Reconnu pour son talent artistique, il a reçu de nombreux prix et a beaucoup voyagé pour promouvoir son travail. Sur le plan politique, il a été conseiller municipal d'Anderlecht à Bruxelles, puis diplomate pour l'Union africaine en Éthiopie. Il a finalement choisi de quitter ces fonctions pour se consacrer à sa communauté en République démocratique du Congo. Il revendique également le titre de chef traditionnel de Nkolo Fuma et a participé à des projets comme Bana Bilaka, une initiative axée sur le développement économique local en RDC. Malgré son rôle de leader local, il n'a aucun lien historique ou de sang reconnu avec la monarchie du Royaume du Kongo[11],[12],[13].

- Mfumu Difima (monarque autoproclamé des Kongos du Congo Kinshasa depuis 2018) est un chef coutumier congolais ainsi que le président de la Commission Consultative de règlements des conflits Coutumiers CCRCC LUILA puis le président du Conseil Supérieur de l'Autorité Traditionnelle et Coutumière CONATC RDC/AFRIQUE. Titulaire d’un diplôme en sciences de l’éducation physique, il s’est autoproclamé en 2018 Roi de tous les Kongos lors de l’émission Pouvoirs d’Afrique. Aujourd’hui, il se désigne comme le Roi des Kongos de la République démocratique du Congo[14],[15],[16].

## Sources
- (en) Anne Hilton, The Kingdom of Kongo (Oxford Studies in African Affairs), New York, Clarendon Press of Oxford University Press, 1985, Fig 1 p. 86 &  Fig 2 p. 132
- Hubert Deschamps (dir.), Histoire Générale de l'Afrique Noire, t. I des origines à 1800, Paris, Presses universitaires de France, 1970, p. 371-375. Le Royaume du Kongo jusqu'en 1568
- (en) John Kelly Thornton, The Origins and Early History of the Kingdom of Kongo, c. 1350-1550, The International Journal of African Historical Studies, vol. 34, no. 1, 2001, p. 89-120  JSTOR, www.jstor.org/stable/3097288
- (en + de) Peter Truhart, Regents of Nations, Munich, K.G Saur, coll. « Costal States / Küstenstaaten », 1984-1988 (ISBN 359810491X), p. 238-240.
- (en) Jelmer Vos, Kongo in the Age of Empire 1860-1913, Madison, The University of Wiscontin Press, 2015 (ISBN 9780299306243)